# Буби, Мухлиса
Мухлиса Буби (псевдоним, настоящее имя — Мухлиса Габдельгаллямовна Нигматуллина, тат. Мөхлисә Буби (Мөхлисә Нигъмәтуллина); 1869, Иж-Бобья, Вятская губерния, Российская империя — 23 декабря 1937, Уфа, РСФСР, СССР) — татарский общественный и мусульманский религиозный деятель, народная просветительница. Первая женщина-кади в России (с 1917).

## Биография
Родилась в 1869 году в деревне Иж-Буби Сарапульского уезда Вятской губернии Российской империи (ныне — Агрызский район Татарстана). Происходила из семьи потомственных улемов; её отец стал основателем медресе в родной деревне, которое впоследствии было преобразовано в новометодную школу его сыновьями и братьями Мухлисы, Губайдуллой и Габдуллой.
Получила образование в медресе родной деревни. С 1895 года преподавала в ней. В 1901 году Мухлиса совместно с братьями и их жёнами, Насимой и Хуснифатимой, создала там же, в Иж-Бобье, 6-летнюю женскую учительскую школу, где преподавание велось на татарском языке.
В 1905 году открыла медресе «Иж-Бобья» для женщин-мусульманок, где преподавала основы ислама, языки и литературу народов Востока. В этом медресе также преподавались педагогика, математика, география, история, физика, этика, логика, русский язык.
30 января 1911 года жандармы арестовали преподавателей мужчин. Женщины-преподавательницы продолжили работу, Однако и они были арестованы 18 января 1912 года, при этом библиотека медресе была сожжена, Мухлиса Буби переезжает в г. Троицк Оренбургской губернии, где возглавляет женское мектебе. С 1913 года преподавала в женской гимназии. В 1914 году Мухлиса Буби на средства купцов Яушевых открыла в Троицке женскую учительскую семинарию «Дарульмугаллимат».
Мухлиса Буби принимала участие на I Всероссийском мусульманском съезде, который проходил в Москве с 1 по 11 мая 1917 года, на котором была избрана одним из 6 кади Центрального духовного управления мусульман. На этом же съезде были приняты решения о запрете многожёнства, необязательности паранджи, возможности развода по инициативе жены («хула») без предоставления доказательства несостоятельности мужа. Это был первый состав ЦДУМ избранный самими мусульманами, а не назначенный властями и первый, включавший в свой состав женщину. Мухлиса Буби переизбиралась в 1920, 1923 и 1926 годах. Работая на этой должности в Уфе, в основном разбирала судебные иски от мусульман, руководила семейным отделом ЦДУМ, вела метрические книги. Также регулярно выступала в 1905-1917-х годах со своими статьями по женскому вопросу в газетах «Ульфат», «Ахбар», «Вакыт» и журналах «Сююмбике» и «Ислам маджалласы». Основой её взглядов было убеждение в том, что мусульманские женщины могут и должны достичь равноправия с мужчинами, при этом сохраняя нравственность и не нарушая заветов ислама.
Репрессирована по обвинению в участии в «Контрреволюционной повстанческой националистической организации Башкирии». Арестована 20 ноября 1937 года. 23 декабря 1937 года была расстреляна.
Постановлением Президиума Верховного суда Башкирской АССР от 23 мая 1960 года Мухлиса Буби была оправдана и реабилитирована.

## Память
- Министерство науки и образования Республики Татарстан с 2012 года проводит педагогические чтения имени Мухлисы Буби[8].
- Всероссийская научно-практическая конференция Чтения имени Мухлисы Буби «Роль мусульманской женщины в просвещении и гуманизации общества»[9].
- Премия имени Мухлисы Буби для женщин занимающимся сохранением и развитием духовного наследия татарского народа[10].
- Спектакль «Үлеп яратты» в театре имени Камала (Казань) (автор Ркаил Зайдулла).
- В 2019 году в Уфе провели научно-практическую конференцию в память о Мухлисе Буби и других деятелях[11].